# Pegesimallus teratodes
Pegesimallus teratodes là một loài ruồi trong họ Asilidae. Pegesimallus teratodes được Hermann miêu tả năm 1906.